# Australoxenella teeta
Australoxenella teeta är en skalbaggsart som beskrevs av Ross Storey och Henry Fuller Howden 1996. Australoxenella teeta ingår i släktet Australoxenella och familjen Aphodiidae. Inga underarter finns listade.